# NGC 1750
NGC 1750 — рассеянное скопление в созвездии Тельца.
Этот объект входит в число перечисленных в оригинальной редакции «Нового общего каталога».
NGC 1750 может быть тем же объектом, что и NGC 1746. Если это так, то в координатах NGC 1746 имеется ошибка на 10' в склонении. Состоит примерно из 20 звёзд 9-12 величины, имеет площадь 25' × 12'.